# Norman Gall
 (février 2012).
Si vous disposez d'ouvrages ou d'articles de référence ou si vous connaissez des sites web de qualité traitant du thème abordé ici, merci de compléter l'article en donnant les références utiles à sa vérifiabilité et en les liant à la section « Notes et références ».
Norman Gall (né le 17 septembre 1933 à New York) est un journaliste américain.
Il est le directeur exécutif de l'Institut Fernand Braudel d'économie mondiale, basé à São Paulo au Brésil.

## Biographie
Norman Gall a fait ses études à l'université de New York, à la Woodrow Wilson School of Public and International Affairs (en) et à l'université de Princeton où il a étudié la politique de l'Amérique latine. Il a reçu une bourse Guggenheim en 1968 pour étudier l'Histoire ibérique et d'Amérique latine.

## Récompense
En 2010, il a reçu le prix Maria Moors Cabot (en) de l'université Columbia, le plus vieux prix international de journalisme pour « un demi-siècle de reportages, d'analyses et de commentaires sur les Amériques... sans précédent par sa largeur, sa portée et sa qualité ».